# Control de Tráfico Centralizado

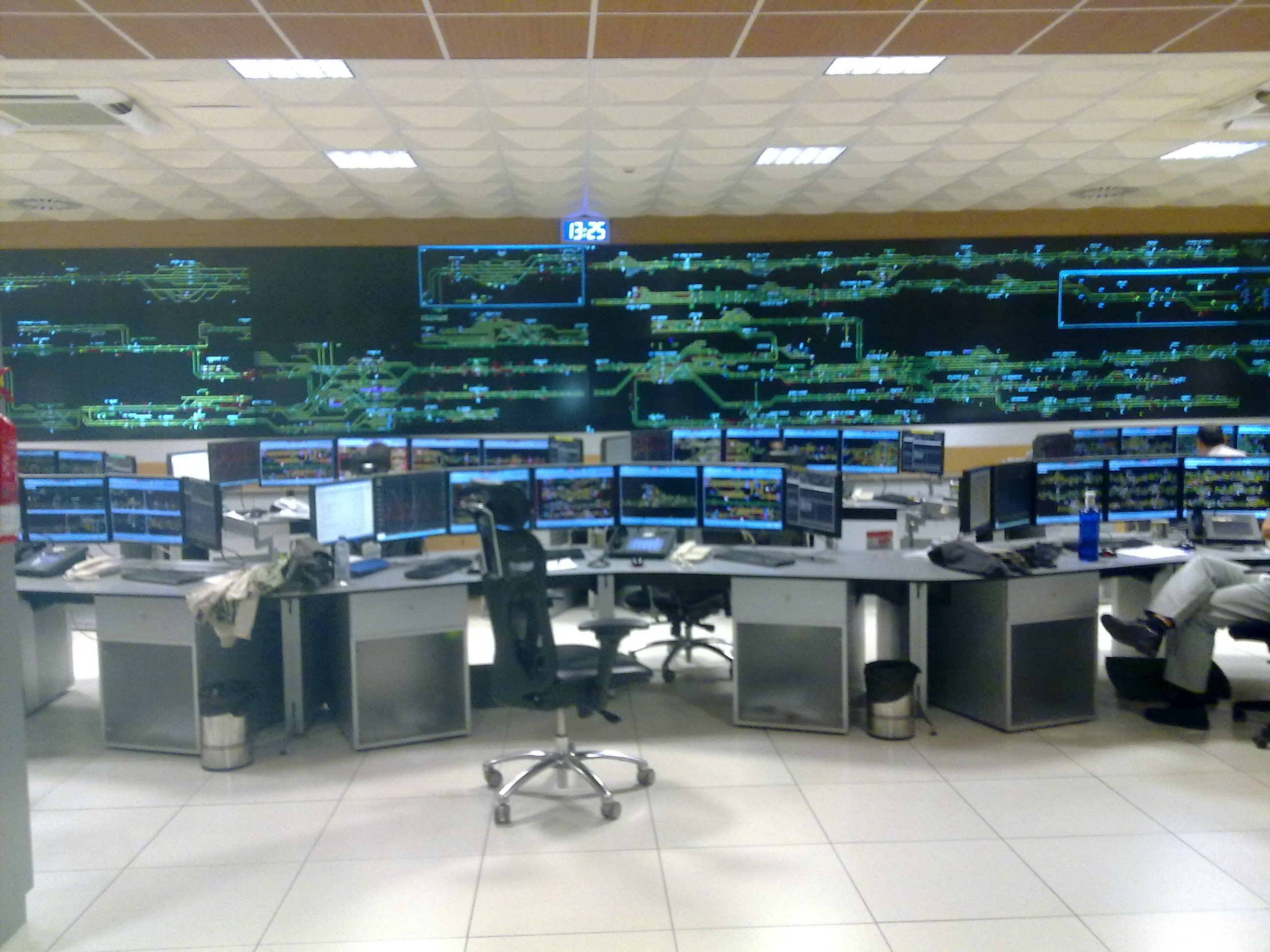
Puesto de mando del CTC en Madrid-Chamartín.

El Control de Tráfico Centralizado, conocido como CTC, es un dispositivo a través del cual se controla el tráfico de trenes desde un puesto centralizado, llamado puesto de mando. El CTC controla las señales y los desvíos de un tramo concreto a través de una conexión remota, normalmente por medios informáticos. El tráfico se representa en unas pantallas donde aparecen las vías disponibles y los trenes en circulación. Los técnicos disponen de controles para establecer un itinerario a cada uno de los trenes. Es tal la eficacia de este sistema evitando la detención de trenes, que en la jerga ferroviaria se lo ha denominado desvío dinámico. Las redes ferroviarias pueden estar al amparo de un CTC o dejar el control del tráfico a los gabinetes de circulación que se encuentran en las estaciones a lo largo de la línea.

## Historia

### En España
El primer tramo controlado por un CTC fue el tramo en vía única entre las estaciones de Brañuelas y Ponferrada. Entró en servicio en abril de 1954. El CTC se situaba en Ponferrada, y utilizaba tecnología GRS, de origen estadounidense.

### En Argentina
En la década del 60, en la provincia de Mendoza, región de Cuyo, se implementó a modo de prueba en la red de la línea San Martín, convirtiéndose en el primer país de América Latina en usar este sistema. Su éxito promovió su implementación en la zona urbana de Buenos Aires. Se cree que en el citado país nació el concepto de desvío dinámico.
Los CTC más modernos ejecutan automáticamente la apertura de itinerarios a los trenes, de tal modo que los técnicos se dedican exclusivamente a la regulación del tráfico. Excepción hecha de las grandes terminales, donde la apertura de las señales exige la continua intervención del Jefe del CTC.